# Arrondissement des Monts-Métallifères
L'arrondissement des Monts-Métallifères est un arrondissement  ("Landkreis" en allemand) de Saxe  (Allemagne), dans le district de Chemnitz.
Son chef lieu est Annaberg-Buchholz.
Il fut créé le 1er août 2008, par la réforme des arrondissements de Saxe de 2008.

## Géographie
L'arrondissement des Monts-Métallifères englobe la quasi-totalité de la chaîne occidentale et centrale des monts Métallifères et s'étend depuis la frontière avec la République tchèque, au sud, jusqu'au bassin des Monts-Métallifères, au nord, entre les villes de Chemnitz et Zwickau.

## Villes, communes & communautés d'administration
(nombre d'habitants en 2007)
| Villes 1. Annaberg-Buchholz, (22 514) 2. Aue, (17 936) 3. Ehrenfriedersdorf (5 165) 4. Eibenstock (6 339) 5. Elterlein (3 159) 6. Geyer (3 980) 7. Grünhain-Beierfeld (6 514) 8. Johanngeorgenstadt (5 073) 9. Jöhstadt (3 193) 10. Lauter (4 872) 11. Lengefeld (4 638) 12. Lößnitz (10 035) 13. Lugau/Erzgeb. (7 392) 14. Marienberg, (13 766) 15. Oberwiesenthal, Kurort (2 592) 16. Oelsnitz/Erzgeb. (11 014) 17. Olbernhau (10 535) 18. Scheibenberg (2 318) 19. Schlettau (2 691) 20. Schneeberg (16 042) 21. Schwarzenberg/Erzgeb., (19 187) 22. Stollberg/Erzgeb., (12 191) 23. Thalheim/Erzgeb. (7 231) 24. Thum (5 751) 25. Wolkenstein (4 217) 26. Zöblitz (2 978) 27. Zschopau, (10 928) 28. Zwönitz (11 533) Regroupements territoriaux et Communautés de communes - Regroupement territorial de Auerbach-Burkhardtsdorf-Gornsdorf avec les communes membres de Auerbach, Burkhardtsdorf et Gornsdorf - Regroupement territorial de Bärenstein avec les communes membres de Bärenstein et Königswalde - Regroupement territorial de Eibenstock avec les communes membres de Eibenstock et Sosa - Regroupement territorial de Geyer avec les communes membres de Elterlein, Geyer et Tannenberg - Regroupement territorial de Lugau avec les communes membres de Erlbach-Kirchberg, Lugau/Erzgeb. et Niederwürschnitz - Regroupement territorial de Marienberg avec siège à Marienberg, communes membres : Marienberg et Pobershau - Regroupement territorial de Scheibenberg-Schlettau avec les communes membres Scheibenberg (siège) et Schlettau - Regroupement territorial de Seiffen/Erzgeb. avec siège à Seiffen, communes membres : Deutschneudorf, Heidersdorf et Seiffen - Regroupement territorial de Stollberg/Erzgeb. avec les communes membres de Niederdorf et Stollberg/Erzgeb. - Regroupement territorial de Zschopau avec siège à Zschopau, communes membres : Gornau/Erzgeb. et Zschopau - Regroupement territorial de Zschorlau avec les communes membres de Bockau et Zschorlau - Regroupement territorial de Zwönitz-Hormersdorf avec les communes membres de Zwönitz et Hormersdorf - Communauté de communes Grüner Gret avec siège à Drebach-Scharfenstein, communes membres : Drebach et Venusberg - Communauté de communes Wildenstein avec siège à Grünhainichen, communes membres : Börnichen, Grünhainichen et Waldkirchen | Communes 1. Amtsberg (4 144) 2. Auerbach (2 890) 3. Bad Schlema (5 363) 4. Bärenstein (2 658) 5. Bernsbach (4 544) 6. Bockau (2 538) 7. Börnichen/Erzgeb. (1 073) 8. Borstendorf (1 414) 9. Breitenbrunn/Erzgeb. (6 209) 10. Burkhardtsdorf (6 728) 11. Crottendorf (4 481) 12. Deutschneudorf (1 142) 13. Drebach (3 463) 14. Erlbach-Kirchberg (1 764) 15. Gelenau/Erzgeb. (4 618) 16. Gornau/Erzgeb. (3 980) 17. Gornsdorf (2 211) 18. Großolbersdorf (3 112) 19. Großrückerswalde (3 868) 20. Grünhainichen (1 302) 21. Heidersdorf (910) 22. Hohndorf (3 888) 23. Hormersdorf (1 591) 24. Jahnsdorf/Erzgeb. (5 911) 25. Königswalde (2 400) 26. Mildenau (3 709) 27. Neukirchen/Erzgeb. (7 214) 28. Niederdorf (1 339) 29. Niederwürschnitz (2 937) 30. Pfaffroda (2 960) 31. Pockau (4 103) 32. Raschau-Markersbach (5 778) 33. Schönheide (5 193) 34. Sehmatal (7 291) 35. Seiffen/Erzgeb., lieu de cures (2 565) 36. Stützengrün (3 724) 37. Tannenberg (1 244) 38. Thermalbad Wiesenbad (3 674) 39. Zschorlau (5 765) |